# Sinjska rera
Sinjska rera uskotračna je željeznica koja je od 12. rujna 1903. do 1. listopada 1962. prometovala između gradova Sinja i Splita i time bila u gospodarskom i socijalnom smislu poveznica između Cetinske krajine i najvećeg hrvatskog grada na jugu. U početku su je zbog izgleda i sporosti nazivali šuljarica, potom sinjska željeznica, sinjski vlak, sinjska ferata. U novije vrijeme piše se da je rera dobila ime zbog putnika koji su se vozili njome i pjevali reru, pučke dvoglasne pjesme karakteristične za Sinjsku krajinu, no narodni kazivači šezdesetih su godina dvadesetog stoljeća bili složni u tom da su pjesme dobile ime po vlaku koji se verao uzbrdo, a da se pjevanje početkom stoljeća zvalo kontanje.

## Povijest
Pruga je bila planirana još u prvoj polovici 19. stoljeća kao dio buduće željezničke veze Splita i Sarajeva, dvaju trgovinskih središta tada povezanih samo cestom kojom se putovalo pet dana. Prva dionica trebala se graditi od Splita do državne granice u Aržanu i s ogrankom od Dugopolja do Sinja, a drugom bi bili spojeni Aržano i Bugojno.
Pruga je bila dio tadašnjeg plana povezivanja jadranskih teretnih luka, Dubrovnika, Metkovića, a poslije i Ploča, sa zaleđem uz nastavak prema srednjoeuropskim prugama. Desetljeća su prolazila, a političke prilike u Austro-Ugarskoj Monarhiji nisu išle u prilog izgradnji ovih pruga: ni Austrija ni Mađarska nisu htjele jačanje veza Dalmacije i Hrvatske, a Mađari su se protivili željezničkom povezivanju jadranskih luka, tada pod upravom Austrije, i zbog konkurencije riječkoj luci kojom su oni upravljali.
Zakonom Carevinskog vijeća o željeznicama nižeg reda od 21. prosinca 1898. počinje realizacija pruge, pedeset i pet godina nakon prve austrijske zakonske odluke. Sâm car Franjo Josip I. na sjednici Carevinskog vijeća 4. veljače 1901. traži od zastupnika da duboko ocijene vladin prijedlog o spajanju splitske luke s unutrašnjosti Bosne. U pozadini su i politički i vojni interesi koji proizlaze iz postojanja vojnog garnizona u Sinju. Gradnja počinje raspisivanjem dražbenog oglasa za preuzimanje radova tadašnjeg Carsko-kraljevskog željezničkog ministarstva u lipnju 1901. U tom oglasu bili su utvrđeni i rokovi dovršetka pojedinih graditeljskih zahvata. Međutim, u oglasu se nije spominjala dionica između Dugopolja i Aržana. Zbog izbijanja Prvoga svjetskog rata i raspada Monarhije pruga se nikada nije nastavila graditi, usprkos velikom interesu trgovačkih i obrtničkih komora iz Splita.
Izgradnja pruge je počela krajem listopada 1901. Najteže fizičke poslove obavljali su uglavnom domaći ljudi, a uz njih je radio i velik broj radnika iz Monarhije – čak 1500 talijanskih zidara i minera iz pokrajine Apulije, što nije prošlo bez prosvjeda domaćih poduzetnika. Objekti na pruzi i sve kolodvorske zgrade bile su gotove do kraja 1902., a pruga je otvorena 2. rujna 1903. godine. Pri gradnji pruge mnogo je oštećena prapovijesna gradina oko kuka Sutikve. U strahu od nemira zbog trojezičnih natpisa na kolodvorima (redom na njemačkom, hrvatskom i talijanskom jeziku) otvorenje je bilo popraćeno jakim policijskim osiguranjem. Kao i prva pruga izgrađena u Dalmaciji (Split – Siverić – Knin s ogrankom Perković – Šibenik), i ova pruga je bila izolirana do spajanja s Ličkom prugom 1925. godine.
Vlakovi su vozili dva puta dnevno u svakome smjeru, a putovanje je trajalo dva sata i 30 minuta iz Sinja do Splita, te tri sata u obrnutom smjeru kojim je svladavana kliška uzbrdica. Vagona prvog razreda nije bilo, a i drugi i treći razred bili su narodu nepristupačni. Zbog čestih kvarova lokomotiva te preopterećenosti i malog broja željezničkih radnika, vlakovi su u prosjeku kasnili pola sata. 
Za Drugoga svjetskog rata vlakovi i pruga više su puta bili oštećeni u diverzijama pa su pred mostovima i tunelima za vojnike NDH bili izgrađeni bunkeri. Kada je postalo nemoguće održavati siguran promet, Hrvatske državne željeznice ga ukidaju, a dio tračnica biva demontiran. Nakon rata broj vlakova je zbog povećanog obima putničkog prometa povećan s dva na četiri do pet dnevno. Iako je krajem pedesetih godina kupnjom sedam putničkih vagona pomlađen vozni park, zbog razvoja cestovnog prometa te smanjivanja obima prometa pruge počelo se razmišljati o njenu zatvaranju. Smanjenje putničkog prometa bilo je značajno vidljivo 1960. godine kada je zabilježen pad od 25 % u odnosu na 1959. godinu i 1961. s padom od 51 % u odnosu na 1959. U isto vrijeme pad teretnog prometa iznosio je 36 %, odnosno 49 %. Zbog gubitaka te potrebe za remontom pruge kao i zamjenom voznog parka što je iziskivalo velika sredstva, Hrvatski sabor u travnju 1962. predlaže zatvaranje za javnu uporabu te demontažu postrojenja. Prije toga trebala se završiti cesta Split – Sinj, te nabaviti desetak autobusa. Posljednji putnički vlak broj 3834 na pruzi Split – Sinj krenuo je iz Sinja 30. rujna 1962. Teretni promet održavao se još neko vrijeme. Sljedeće godine pruga je bila demontirana, a lokomotive i vagoni bili su preseljeni u Gornji Milanovac.

## Tehničke karakteristike
Pruga je bila duga 39,972 km, a imala karakteristike brdske pruge s postupnim promjenama uspona, najvećeg nagiba 26,7 promila. Najniža visinska točka na pruzi bila je 2,4 m n. m. u Splitu, a najviša 386,2 m n. m. kod Kukuzovca. Na pruzi su bila izgrađena tri tunela: tunel u Gornjoj Rupotini dužine 400 m, tunel Tri kralja na Grebenu dužine 123 m te tunel Jadro, poslije nazvan Mačkovac, dužine 118 m. Još jedan tunel naknadno je probijen na ulazu u kolodvor Split. Od većih pružnih objekata, izgrađeni su još kameni nadvožnjak (na Meterizama, kod željezničke postaje Vranjic-Solin, dužine 10 m), kameni vijadukt Vetmin most (u Klisu, ispod Varoša, dužine 76,8 m), te željezni most (u predjelu Grlo, raspona 8 m). Na trasi pruge bilo je 117 prijelaza i 20 odvodnih kanala za oborinske vode.
Uz otprije izgrađen kolodvor u Splitu, izgrađeno je još pet kolodvora (Vranjic-Solin, Klis, Dugopolje, Dicmo i Sinj) i tri stajališta (Mravinci, Klis-Kosa i Prosik). Naknadno su izgrađena još tri stajališta: u Koprivnom i Kukuzovcu, te u splitskom predgrađu Kopilici. Kolodvori i stajališta bili su izgrađeni tipski i od kamena, bez unutrašnjih čekaonica.
Tračnice su bile izrađene u Grazu 1903. godine. Širina kolosijeka iznosila je 760 mm. Bila su položena 47.143 drvena praga razmaknuta po 800 mm. Najveći dopušteni osovinski pritisak iznosio je 4700 kg, a najveća dopuštena brzina vožnje prugom bila je 30 km/h, no iz sigurnosnih razloga vlak je rijetko vozio preko 20 km/h. Kompozicije teretnih i putničkih vagona pogonile su lokomotive na parni pogon serije 188 tipa C1t, te serije 186 tipa C2 uglavnom proizvedene u tvornici Krauss u Linzu maksimalne vučne snage tereta do 40 tona. Nakon Drugog svjetskog rata, u prometu je bilo šest malih parnih lokomotiva serije 83 tipa D1 izgrađenih u tvornici Krauss u Linzu i u tvornici Mavag u Budimpešti. Sedam putničkih vagona tipa Pulmann tvrtke Đuro Đaković iz Slavonskoga Broda nabavljeno je u sklopu modernizacije 1956.

## Povijest nesrećâ
- 13. rujna 1903., dan nakon otvaranja obilježenog jakim osiguranjem, pred tunelom u Klisu uočen je 40 kg težak kamen, no vlak se s više od stotinu putnika na vrijeme zaustavio.[1]
- 18. siječnja 1904. na lokaciji Majdan vlak se prevrnuo zbog bure; ozlijeđeno je bilo 16 putnika, a nekoliko vagona oštećeno ili uništeno. Iskustvo iz prevrnutog vlaka u kojem se tada našao opisao je u noveli Katastrofa hrvatski književnik Janko Polić Kamov.[1]
- 7. ožujka 1926. na lokaciji Ravnica vlak se prevrnuo zbog bure uz troje lakše ozlijeđenih.
- 17. lipnja 1930. na kolodvoru u Klisu vlak je iskočio iz tračnica i iskrenuo se u jarak, uz materijalnu štetu.

## Galerija
- Željeznički kolodvor u Splitu oko 1955. g.
- Uski kolosijek za Reru 1952. g.
- Spremište vlakova u Splitu 1952. g.
- Željeznička stanica u Dugopolju
- Lokomotiva Klose 186-007 u Dubrovniku 1965. godine. Lokomotive iste klase prometovale su na pruzi Split – Sinj.

## Slične stranice
- Samoborček
- Željeznička pruga Gabela – Zelenika

## Vanjske poveznice
Feljton u Slobodnoj Dalmaciji u šest nastavaka autora Valtera Firića uz stogodišnjicu puštanja u promet pruge Split – Sinj:
- San o željezničkoj vezi mora i zaleđa 1. nastavak, 18. prosinca 2003.
- Otkup zemljišta i zakupničke igre 2. nastavak, 19. prosinca 2003.
- Uzrujanost zbog tuđinskih natpisa 3. nastavak, 20. prosinca 2003.
- I Kamov u prevrnutom vagonu 4. nastavak, 21. prosinca 2003.
- Legendarni Baćo brži od ferate 5. nastavak, 22. prosinca 2003.
- Najtužniji dan u životu pruge 6. nastavak, 23. prosinca 2003.